# Core Four

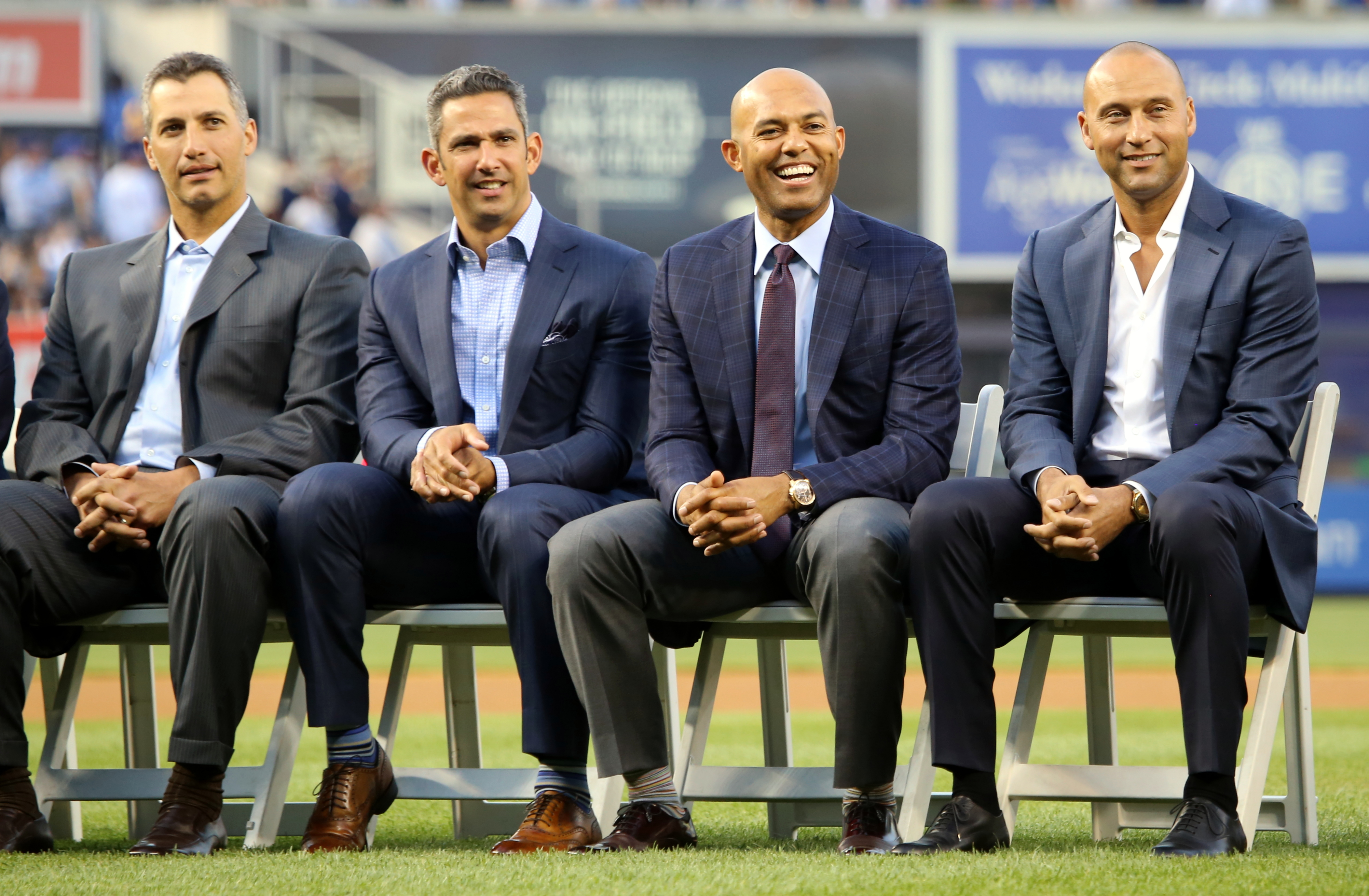
Le Core Four : de gauche à droite Andy Pettitte, Jorge Posada, Mariano Rivera et Derek Jeter, réunis en 2015.

L'expression Core Four est employée, dans le baseball des ligues majeures en Amérique du Nord, pour désigner les quatre joueurs que sont l'arrêt-court Derek Jeter, le lanceur partant Andy Pettitte, le receveur Jorge Posada et le lanceur de relève Mariano Rivera, qui ont marqué le renouveau des Yankees de New York à partir du milieu des années 1990, après une période de quinze années sans titre et la dynastie qui mène le club à 4 victoires en Série mondiale et 6 titres de la Ligue américaine en 8 saisons, de 1996 à 2003. 